# Ctenomys nattereri
Ctenomys nattereri és una espècie de mamífer rosegador de la família dels ctenòmids. Viu a Bolívia i el Brasil. Es tracta d'un animal herbívor que excava per trobar els tubercles i les arrels que formen la seva dieta. El seu hàbitat natural són les zones de sabana oberta. És una espècie en risc mínim, és a dir, no sembla que hi hagi cap amenaça significativa per a la seva supervivència. Hi ha científics que el classifiquen dins de l'espècie C. boliviensis.
Aquest tàxon fou anomenat en honor del naturalista i col·leccionista austríac Johann Natterer.